# Bessie Eyton
Bessie Eyton (Santa Barbara, 5 luglio 1890 – Thousand Oaks, 22 gennaio 1965) è stata un'attrice statunitense del cinema muto.

## Biografia
Bessie Eyton nacque in California nel 1890. Il suo esordio cinematografico risale al 1911 quando, per la Selig Polyscope, girò  The Sheriff of Tuolomne, un cortometraggio diretto da Francis Boggs.
Tutta la sua carriera si svolse all'epoca del cinema muto, iniziando nel 1911 e finendo negli anni venti. Bessie Eyton girò oltre 180 film, in gran parte sotto contratto con la Selig. Il suo nome appare anche come sceneggiatrice in un film del 1914, The Smuggler's Sister.
Morta il 22 gennaio 1965, venne sepolta all'Ivy Lawn Memorial Park di Ventura (California).

## Galleria d'immagini

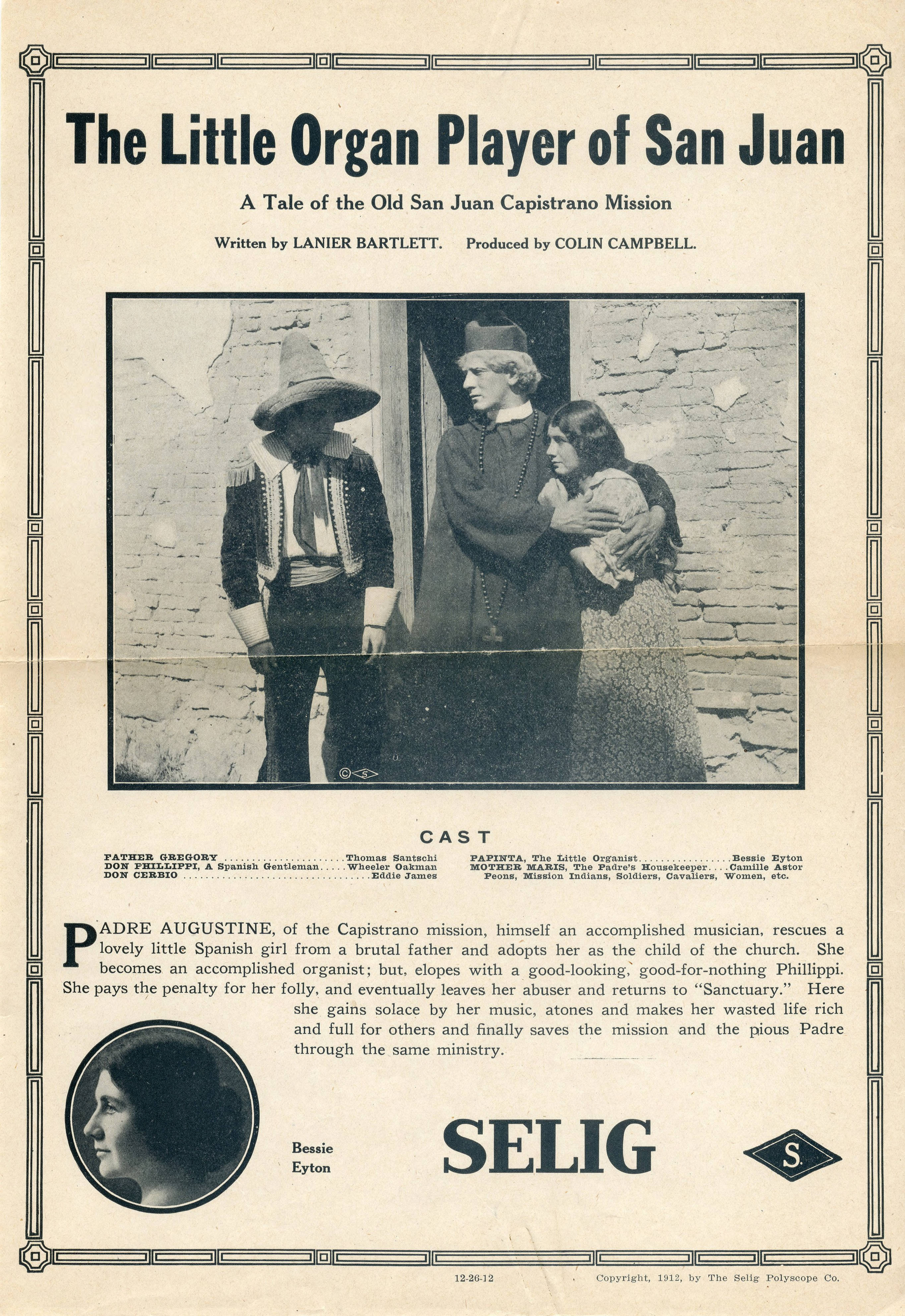
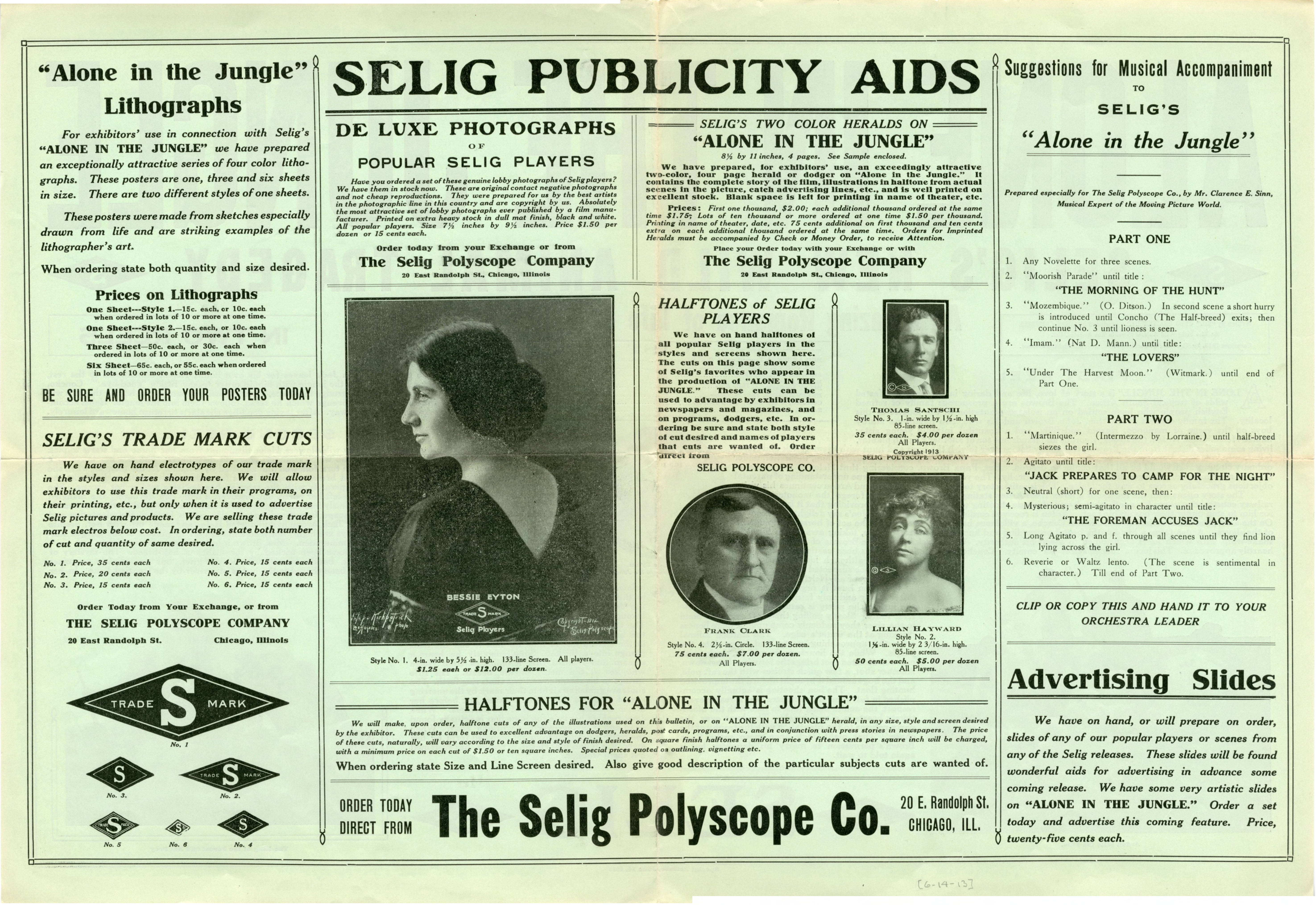
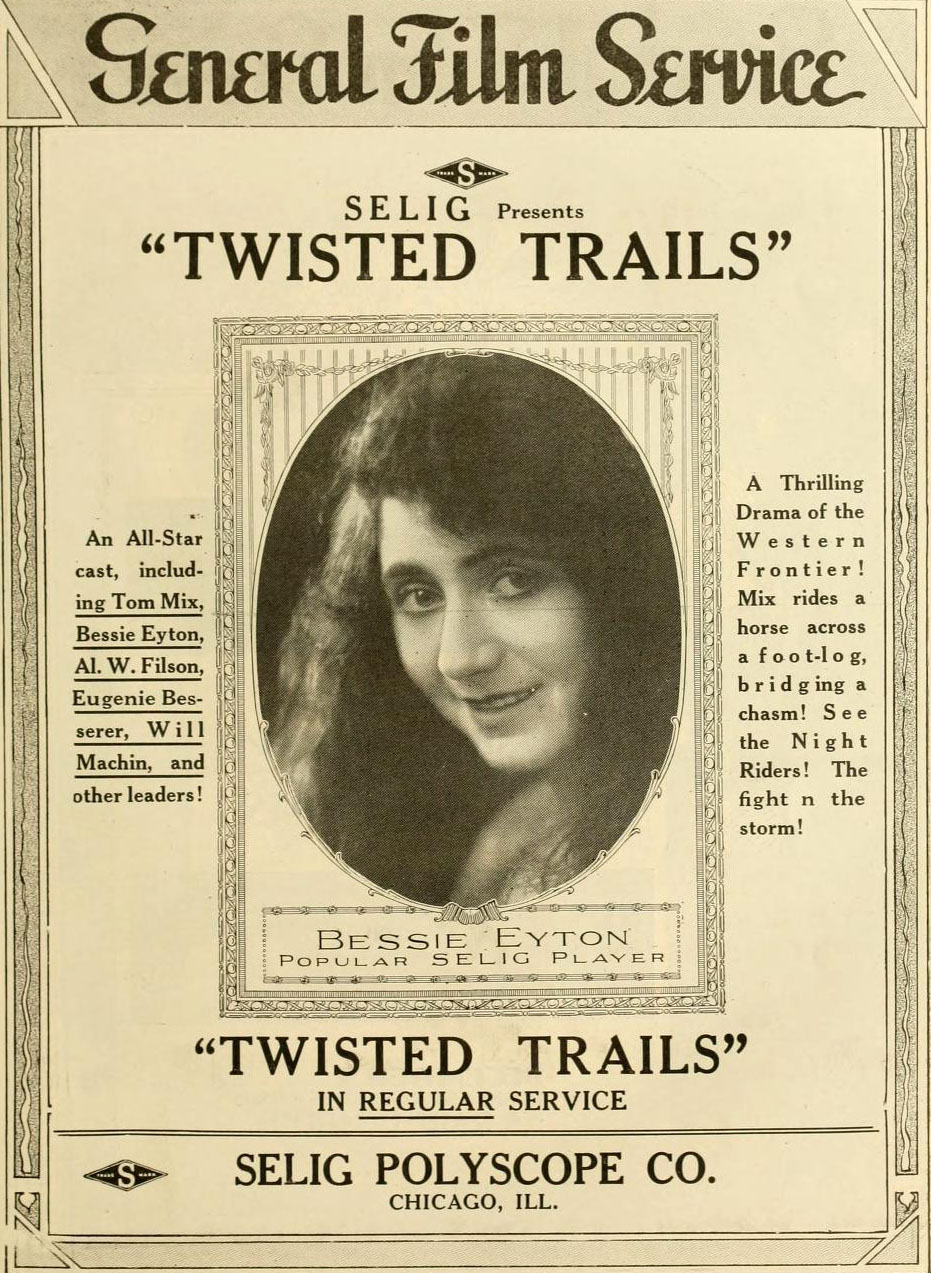
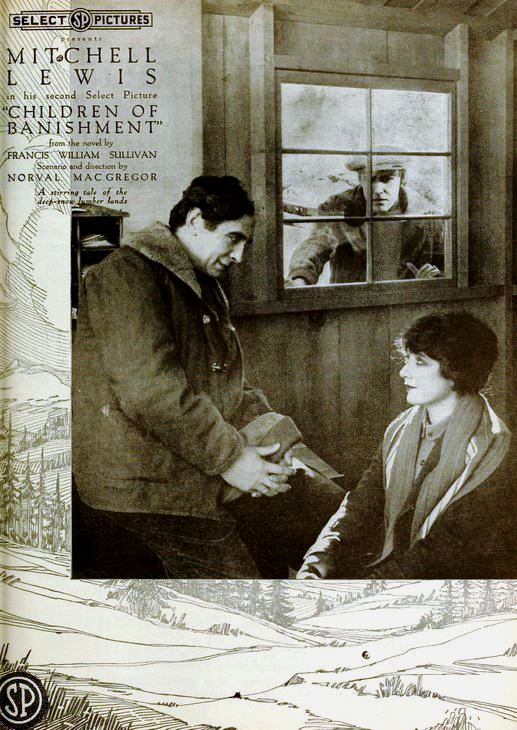

## Filmografia
La filmografia è completa. Quando manca il nome del regista, questo non viene riportato nei titoli

### Attrice

#### 1911
- The Sheriff of Tuolomne, regia di Francis Boggs – cortometraggio (1911)
- Saved from the Snow, regia di Hobart Bosworth – cortometraggio (1911)
- The Totem Mark, regia di Otis Turner – cortometraggio (1911)
- Kit Carson's Wooing, regia di Francis Boggs – cortometraggio (1911)
- McKee Rankin's '49', regia di Hobart Bosworth – cortometraggio (1911)
- An Indian Vestal, regia di Hobart Bosworth – cortometraggio (1911)
- Coals of Fire, regia di Hobart Bosworth – cortometraggio (1911)
- A Painter's Idyl, regia di Hobart Bosworth (1911) – cortometraggio
- Captain Brand's Wife, regia di Francis Boggs – cortometraggio (1911)
- Lieutenant Grey of the Confederacy, regia di Francis Boggs – cortometraggio (1911)
- Blackbeard, regia di Francis Boggs – cortometraggio (1911)
- The Right Name, But the Wrong Man, regia di Frank Montgomery – cortometraggio (1911)
- An Evil Power, regia di Francis Boggs – cortometraggio (1911)
- A Diamond in the Rough, regia di Francis Boggs – cortometraggio (1911)
- The Chief's Daughter, regia di Hobart Bosworth – cortometraggio (1911)
- George Warrington's Escape, regia di Hobart Bosworth – cortometraggio (1911)
- For His Pal's Sake, regia di Frank Montgomery – cortometraggio (1911)

#### 1912
- The Mate of the Alden Bessie, regia di Hobart Bosworth – cortometraggio (1912)
- The Other Fellow, regia di Hobart Bosworth – cortometraggio (1912)
- The Peacemaker, regia di Francis Boggs – cortometraggio (1912)
- Merely a Millionaire, regia di Hobart Bosworth – cortometraggio (1912)
- The Little Stowaway, regia di Frank Montgomery – cortometraggio (1912)
- Disillusioned, regia di Hobart Bosworth – cortometraggio (1912)
- The Danites, regia di Francis Boggs – cortometraggio (1912)
- The Shrinking Rawhide, regia di Frank Montgomery – cortometraggio (1912)
- A Crucial Test, regia di Frank Montgomery – cortometraggio (1912)
- The Ones Who Suffer, regia di Colin Campbell – cortometraggio (1912)
- The Hobo, regia di Hobart Bosworth – cortometraggio (1912)
- A Waif of the Sea, regia di Colin Campbell – cortometraggio (1912)
- Me an' Bill, regia di Colin Campbell – cortometraggio (1912)
- The End of the Romance, regia di Frank Montgomery – cortometraggio (1912)
- Bessie's Dream, regia di Colin Campbell – cortometraggio (1912)
- The Price He Paid, regia di Colin Campbell – cortometraggio (1912)
- The Love of an Island Maid, regia di Colin Campbell – cortometraggio (1912)
- A Child of the Wilderness, regia di Hobart Bosworth – cortometraggio (1912)
- The Price of Art, regia di Colin Campbell – cortometraggio (1912)
- The Professor's Wooing, regia di Colin Campbell – cortometraggio (1912)
- In Exile, regia di Fred Huntley – cortometraggio (1912)
- The Lake of Dreams, regia di Fred Huntley – cortometraggio (1912)
- His Masterpiece, regia di Colin Campbell – cortometraggio (1912)
- In the Tents of the Asra, regia di Hobart Bosworth – cortometraggio (1912)
- The Indelible Stain, regia di Colin Campbell – cortometraggio (1912)
- The Pity of It, regia di Colin Campbell – cortometraggio (1912) )
- The Great Drought, regia di Colin Campbell – cortometraggio (1912)
- When Edith Played Judge and Jury, regia di Hobart Bosworth – cortometraggio (1912)
- Euchred, regia di Colin Campbell – cortometraggio (1912)
- Monte Cristo, regia di Colin Campbell – cortometraggio (1912)
- The Shuttle of Fate, regia di Colin Campbell – cortometraggio (1912)
- The Fisherboy's Faith, regia di Colin Campbell – cortometraggio (1912)
- Carmen of the Isles, regia di Colin Campbell – cortometraggio (1912)
- The Legend of the Lost Arrow, regia di Hobart Bosworth – cortometraggio (1912)
- Shanghaied, regia di Colin Campbell – cortometraggio (1912)
- Atala, regia di Hobart Bosworth – cortometraggio (1912)
- Miss Aubry's Love Affair, regia di Hobart Bosworth – cortometraggio (1912)
- The Triangle, regia di Colin Campbell – cortometraggio (1912)
- John Colter's Escape, regia di Hobart Bosworth – cortometraggio (1912)
- The God of Gold, regia di Colin Campbell – cortometraggio (1912)
- Opitsah: Apache for Sweetheart, regia di Colin Campbell – cortometraggio (1912)
- Sammy Orpheus; or, The Pied Piper of the Jungle, regia di Colin Campbell – cortometraggio (1912)
- The Last of Her Tribe, regia di Colin Campbell – cortometraggio (1912)
- The Little Organ Player of San Juan, regia di Colin Campbell – cortometraggio (1912)

#### 1913
- Greater Wealth, regia di Colin Campbell – cortometraggio (1913)
- Whose Wife Is This?, regia di Colin Campbell – cortometraggio (1913)
- A Revolutionary Romance, regia di Colin Campbell – cortometraggio (1913)
- The Three Wise Men, regia di Colin Campbell – cortometraggio (1913)
- A Little Hero, regia di Colin Campbell – cortometraggio (1913)
- The Flaming Forge, regia di Colin Campbell – cortometraggio (1913)
- The Story of Lavinia, regia di Colin Campbell – cortometraggio (1913)
- The Dancer's Redemption, regia di Colin Campbell – cortometraggio (1913)
- Sally in Our Alley, regia di Colin Campbell – cortometraggio (1913)
- A Prisoner of Cabanas, regia di Colin Campbell – cortometraggio (1913)
- Vengeance Is Mine, regia di Colin Campbell – cortometraggio (1913)
- Hiram Buys an Auto, regia di Colin Campbell – cortometraggio (1913)
- An Old Actor, regia di Colin Campbell – cortometraggio (1913)
- In the Long Ago, regia di Colin Campbell – cortometraggio (1913)
- The Noisy Six, regia di Colin Campbell – cortometraggio (1913)
- Wamba, a Child of the Jungle, regia di Colin Campbell – cortometraggio (1913)
- The Wordless Message, regia di Colin Campbell – cortometraggio (1913)
- When the Circus Came to Town, regia di Colin Campbell – cortometraggio (1913)
- Alone in the Jungle, regia di Colin Campbell – cortometraggio (1913)
- When Lillian Was Little Red Riding Hood, regia di Colin Campbell – cortometraggio (1913)
- The Marshal's Capture, regia di William Duncan – cortometraggio (1913)
- When Men Forget, regia di Colin Campbell – cortometraggio (1913)
- A Western Romance, regia di Lem B. Parker (1913)
- Songs of Truce, regia di Colin Campbell – cortometraggio (1913)
- Budd Doble Comes Back, regia di Colin Campbell – cortometraggio (1913)
- A Wild Ride, regia di Colin Campbell – cortometraggio (1913)
- The Ne'er to Return Road, regia di Colin Campbell – cortometraggio (1913)
- Hope, regia di Colin Campbell – cortometraggio (1913)
- The Hopeless Dawn, regia di Colin Campbell – cortometraggio (1913)
- Terrors of the Jungle, regia di Colin Campbell – cortometraggio (1913)
- The Master of the Garden, regia di Colin Campbell – cortometraggio (1913)
- Until the Sea..., regia di Colin Campbell – cortometraggio (1913)
- A Dip in the Briney, regia di Colin Campbell – cortometraggio (1913)

#### 1914
- Buster and Sunshine – cortometraggio (1914)
- On the Breast of the Tide, regia di Colin Campbell – cortometraggio (1914)
- The Uphill Climb, regia di Colin Campbell – cortometraggio (1914)
- The Tragedy of Ambition, regia di Colin Campbell – cortometraggio (1914)
- The Smuggler's Sister, regia di Colin Campbell – cortometraggio (1914)
- Kid Pink and the Maharajah, regia di Edward LeSaint – cortometraggio (1914)
- The Spoilers, regia di Colin Campbell (1914)
- The Salvation of Nance O'Shaughnessy, regia di Colin Campbell – cortometraggio (1914)
- The Fire Jugglers, regia di Edward LeSaint – cortometraggio (1914)
- The Cherry Pickers, regia di Colin Campbell – cortometraggio (1914)
- Shotgun Jones, regia di Colin Campbell – cortometraggio (1914))
- The Baby Spy, regia di Edward LeSaint – cortometraggio (1914)
- Dawn, regia di Edward LeSaint – cortometraggio (1914)
- Me an' Bill, regia di Colin Campbell – cortometraggio (1914)
- In Defiance of the Law, regia di Colin Campbell – cortometraggio (1914)
- The Lily of the Valley, regia di Colin Campbell – cortometraggio (1914)
- The Wilderness Mail, regia di Colin Campbell – cortometraggio (1914)
- The Mother Heart, regia di Colin Campbell – cortometraggio (1914)
- Etienne of the Glad Heart, regia di Colin Campbell – cortometraggio (1914)
- The White Mouse, regia di Colin Campbell – cortometraggio (1914)
- Chip of the Flying U, regia di Colin Campbell – cortometraggio (1914)
- When the West Was Young, regia di Colin Campbell – cortometraggio (1914)
- The Lonesome Trail, regia di Colin Campbell – cortometraggio (1914)
- At the Risk of His Life, regia di Tom Santschi – cortometraggio (1914)
- The Going of the White Swan, regia di Colin Campbell – cortometraggio (1914)
- The Fifth Man, regia di Francis J. Grandon – cortometraggio (1914)
- The Dream Girl, regia di Tom Santschi – cortometraggio (1914)
- Playing with Fire, regia di Tom Santschi – cortometraggio (1914)
- When His Ship Came In, regia di Tom Santschi – cortometraggio (1914)
- The Butterfly's Wings, regia di Tom Santschi – cortometraggio (1914)
- Unrest, regia di Tom Santschi – cortometraggio (1914)
- Il cacciatore di bisonti (In the Days of the Thundering Herd), regia di Colin Campbell e Francis J. Grandon - mediometraggio (1914)
- The Abyss, regia di Thomas Santschi – cortometraggio (1914)
- The Test, regia di Tom Santschi – cortometraggio (1914)
- The Old Letter, regia di Tom Santschi – cortometraggio (1914)

#### 1915
- Lassoing a Lion, regia di Tom Santschi – cortometraggio (1915)
- Further Adventures of Sammy Orpheus, regia di Tom Santschi – cortometraggio (1915)
- His Fighting Blood, regia di Tom Santschi – cortometraggio (1915)
- The Primitive Way, regia di Tom Santschi – cortometraggio (1915)
- Just Like a Woman, regia di Tom Santschi – cortometraggio (1915)
- The Red Blood of Courage, regia di Tom Santschi – cortometraggio (1915)
- The Missing Ruby, regia di Tom Santschi – cortometraggio (1915)
- The Guardian's Dilemma, regia di Tom Santschi – cortometraggio (1915)
- The Fork in the Road, regia di Tom Santschi – cortometraggio (1915)
- A Night in the Jungle, regia di E.A. Martin – cortometraggio (1915)
- Aunt Mary, regia di Tom Santschi – cortometraggio (1915)
- The Great Experiment, regia di Tom Santschi – cortometraggio (1915)
- The Tyrant of the Veldt, regia di Tom Santschi – cortometraggio (1915)
- Love Finds a Way, regia di Tom Santschi – cortometraggio (1915)
- The Two Natures Within Him, regia di Tom Santschi – cortometraggio (1915)
- The War o' Dreams, regia di E.A. Martin – cortometraggio (1915)
- A Studio Escapade, regia di Lloyd B. Carleton – cortometraggio (1915)
- The Adventure Hunter, regia di E.A. Martin – cortometraggio (1915)
- Motherhood, regia di Lloyd B. Carleton – cortometraggio (1915)
- The Girl with the Red Feather, regia di Lloyd B. Carleton – cortometraggio (1915)
- Gli amanti della giungla (The Jungle Lovers), regia di Lloyd B. Carleton – cortometraggio (1915)
- In the Midst of African Wilds, regia di Lloyd B. Carleton – cortometraggio (1915)
- The Flashlight, regia di Lloyd B. Carleton – cortometraggio (1915)
- Their Sinful Influence, regia di Lloyd B. Carleton – cortometraggio (1915)
- The White Light of Publicity, regia di Lloyd B. Carleton – cortometraggio (1915)
- The Love of Loti San, regia di Lloyd B. Carleton – cortometraggio (1915)
- The Golden Spurs, regia di Lloyd B. Carleton – cortometraggio (1915)

#### 1916
- The Regeneration of Jim Halsey, regia di Colin Campbell – cortometraggio (1916)
- The Cycle of Fate, regia di Marshall Neilan (1916)
- The Three Wise Men, regia di Colin Campbell – cortometraggio (1916)
- The Prince Chap, regia di Marshall Neilan (1916)
- Twisted Trails, regia di Tom Mix – cortometraggio (1916)
- The Crisis, regia di Colin Campbell (1916)

#### 1917
- Beware of Strangers, regia di Colin Campbell (1917)
- A Strange Adventure, regia di Marshall Neilan – cortometraggio) (1917)
- The Heart of Texas Ryan, regia di E.A. Martin (1917)
- Little Lost Sister, regia di Alfred E. Green (1917)
- The Smoldering Spark, regia di Colin Campbell – cortometraggio (1917)
- The Love of Madge O'Mara, regia di Colin Campbell – cortometraggio (1917)
- Her Perilous Ride, regia di Colin Campbell – cortometraggio (1917)
- The Sole Survivor, regia di Francis J. Grandon – cortometraggio (1917)
- Her Heart's Desire, regia di Colin Campbell – cortometraggio (1917)
- Her Salvation – cortometraggio (1917)
- Between Man and Beast, regia di Colin Campbell – cortometraggio (1917)
- The Victor of the Plot, regia di Colin Campbell – cortometraggio (1917)
- The Witness for the State, regia di Colin Campbell – cortometraggio (1917)
- The Angel of Poverty Row, regia di Colin Campbell – cortometraggio (1917)
- The Law North of 65, regia di Colin Campbell – cortometraggio (1917)
- Who Shall Take My Life?, regia di Colin Campbell (1917)

#### 1918
- The City of Purple Dreams, regia di Colin Campbell (1918)
- Lend Me Your Name, regia di Fred J. Balshofer (1918)
- The Still Alarm, regia di Colin Campbell (1918)
- The Way of a Man with a Maid, regia di Donald Crisp (1918)

#### 1919
- Children of Banishment, regia di Norval MacGregor (1919)
- The Usurper, regia di James Young (1919)
- A Man of Honor, regia di Fred J. Balshofer e, non accreditato, Harold Lockwood (1919)

#### Anni venti
- Movie Mad
- Higher Education
- An Indiscreet Flirt
- A Dishonest Crook
- Cheap Kisses, regia di John Ince e Cullen Tate (1924)
- The Girl of Gold, regia di John Ince (1925)

### Sceneggiatrice
- The Smuggler's Sister, regia di Colin Campbell – cortometraggio (1914)